# 19년

## 연호
- 신(新) 천봉(天鳳) 6년

## 기년
- 신(新) 왕망(王莽) 12년
- 신라(新羅) 남해 차차웅(南解次次雄) 16년
- 고구려(高句麗) 대무신왕(大武神王) 2년
- 백제(百濟) 온조왕(溫祚王) 37년

## 사건
- 음력 2월 - 북명 사람이 밭을 갈다가 예왕(濊王)의 인장을 얻어 신라에 바쳤다[1]는 기록이 있으나, 이를 신뢰할 수 없다는 주장이 있다.[2]

## 참고 문헌
- 김부식 (1145). 〈권제1 혁거세 거서간 條〉. 《삼국사기》.